# فدراسیون مبارزه رایزین
فدراسیون مبارزه رایزین یک مسابقهٔ منطقه‌ای ژاپنی هنرهای رزمی ترکیبی است که در سال ۲۰۱۵ ایجاد شده‌است. این مسابقه یکی از تورنمنت‌های مسابقات ورزش‌های رزمی ترکیبی است.